# Joanna Hayes
Joanna Dove Hayes, ameriška atletinja, * 23. december 1976, Williamsport, Pensilvanija, ZDA.
Nastopila je na poletnih olimpijskih igrah leta 2004, kjer je osvojila naslov olimpijske prvakinje v teku na 100 m z ovirami. 